# Cantagallo (Itália)
Cantagallo é uma comuna italiana da região da Toscana, província de Prato, com cerca de 2.813 habitantes. Estende-se por uma área de 95 km², tendo uma densidade populacional de 30 hab/km². Faz fronteira com Barberino di Mugello (FI), Camugnano (BO), Montale (PT), Montemurlo, Pistoia (PT), Sambuca Pistoiese (PT), Vaiano (PO), Vernio.

## Demografia
| Variação demográfica do município entre 1861 e 2011                               |
|                                                                                   |
| Fonte: Istituto Nazionale di Statistica (ISTAT) - Elaboração gráfica da Wikipedia |